# Gonomyia tatei
Gonomyia tatei är en tvåvingeart som beskrevs av Alexander 1960. Gonomyia tatei ingår i släktet Gonomyia och familjen småharkrankar. Inga underarter finns listade i Catalogue of Life.